# Moș Gerilă

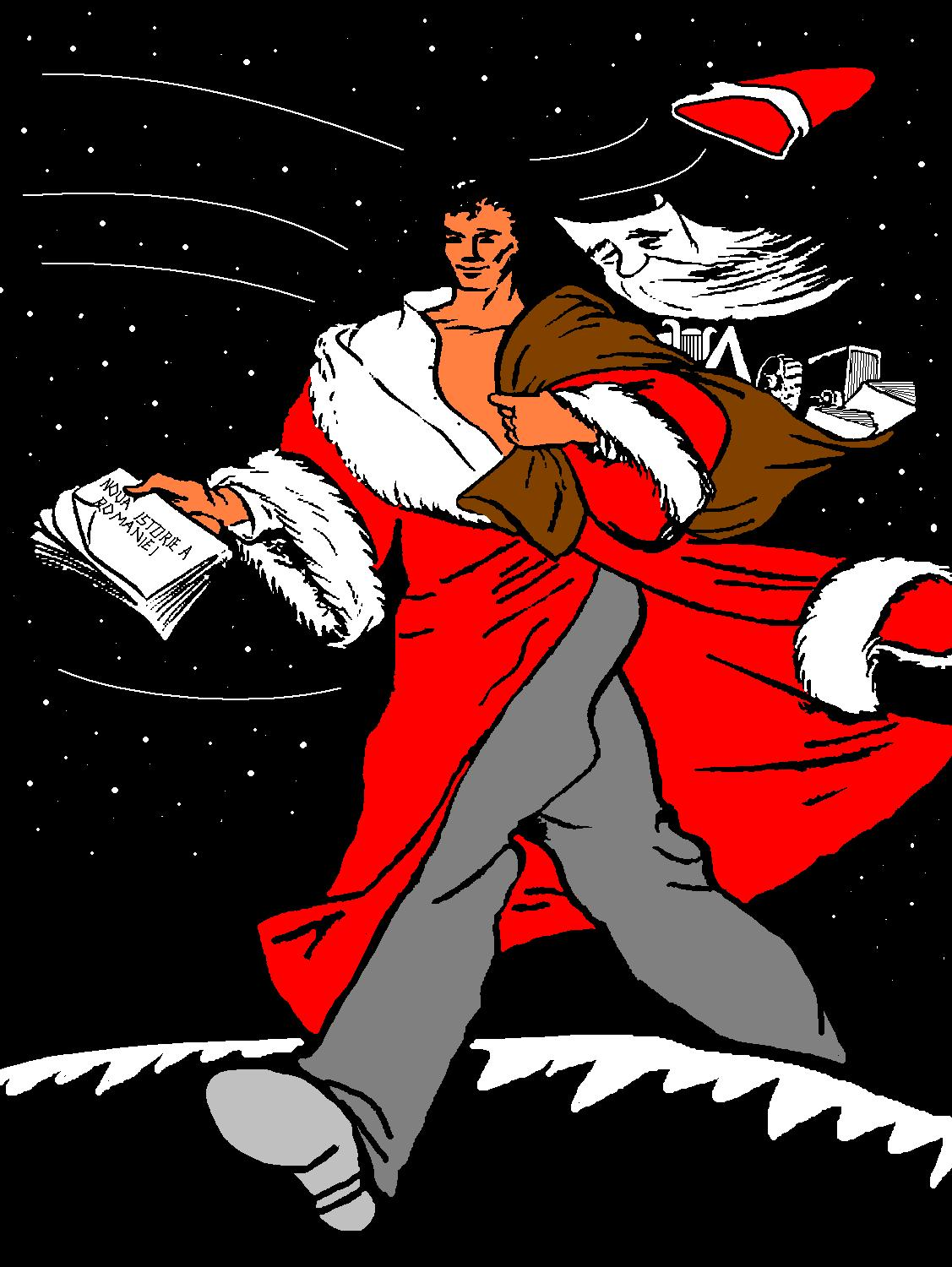
Moș Gerilă, immagine vista sul quotidiano comunista rumeno Națiunea il 25 dicembre 1947

Moș Gerilă  è un personaggio del folclore rumeno e della propaganda comunista.

## Origine del nome
La parola rumena moș significa un maschio anziano. Il termine ger significa "gelo" in rumeno. Il nome di Moș Gerilă (Babbo Gelo) è una traduzione del russo Ded Moroz ed è stato adottato dai comunisti rumeni, sotto l'influenza del modello sovietico, come nuovo nome per Moș Crăciun (Babbo Natale).

## Aspetto
Nel 1947, il quotidiano Națiunea pubblicò un'illustrazione di Moș Gerilă come un giovane proletario, atletico, a petto nudo.

## Storia del personaggio

### Origini
Durante il periodo dal 1944 al 1948, i giornali del Partito Comunista Rumeno, nel loro tentativo di rimuovere il ruolo della religione dalle tradizioni del Natale, sottolineavano, ad esempio, le origini contadine di molti colinde.
Nel 1948, dopo che i comunisti presero il potere in Romania, la parola Crăciun cessò di apparire in qualsiasi articolo del giornale Scînteia.
Parola considerata troppo religiosa, e quindi al posto di Moș Crăciun, (il nome rumeno di Babbo Natale), negli anni '50 fu introdotto un nuovo personaggio: Moș Gerilă. Ai bambini venne detto che era Moș Gerilă a portare i regali nelle ultime notti dell'anno, ogni 30 o 31 dicembre.
Nei tre anni successivi all'arrivo al potere del partito comunista, le celebrazioni natalizie furono trasferite al nuovo anno, il 30 dicembre, il giorno in cui il re Michele di Romania abdicò nel 1947, fu ribattezzato Giorno della Repubblica. Il 25 e il 26 dicembre diventarono giorni lavorativi.

### Declino
Negli anni '80, il culto della personalità dell' "amato leader" lasciò la sua impronta sul personaggio di Moș Gerilă. I regali di Capodanno per bambini erano associati meno a Moș Gerilă e di più allo stato stesso, personificato da Nicolae Ceaușescu.
Dopo la rivoluzione rumena del 1989, Moș Gerilă perse influenza e fece il suo ritorno il vecchio personaggio di Moș Crăciun.